# Покровське (Артемовський міський округ)
Покро́вське (рос. Покровское) — село у складі Артемовського міського округу Свердловської області.
Населення — 2687 осіб (2010, 2501 у 2002).
Національний склад населення станом на 2002 рік: росіяни — 94 %.